# Max Görtz
Max Görtz (* 28. Januar 1993 in Höör) ist ein schwedischer Eishockeyspieler, der seit Juli 2024 bei den Fischtown Pinguins Bremerhaven aus der Deutschen Eishockey Liga (DEL) unter Vertrag steht und dort auf der Position eines Flügelstürmers spielt. Zuvor war Görtz bereits für die Grizzlys Wolfsburg und Schwenninger Wild Wings in der DEL aktiv und absolvierte weit über 300 Partien in der Svenska Hockeyligan (SHL).

## Karriere

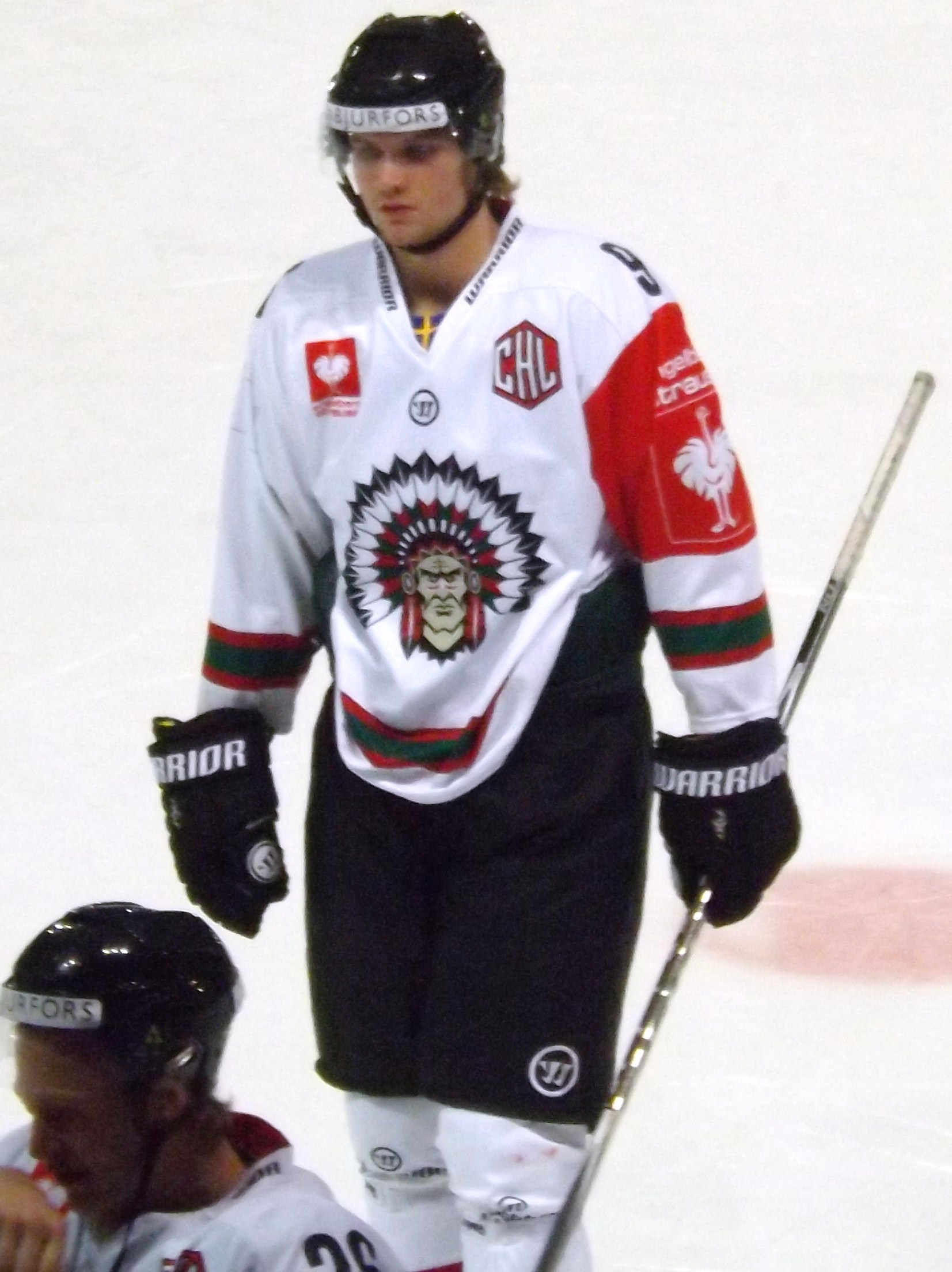
Görtz im Trikot des Frölunda HC (2014)

Max Görtz sammelte seine ersten Erfahrungen im Eishockeysport in seiner Heimatstadt bei den Frosta Hockey Polar Bears. Die Verbundenheit dieses Vereins zu seinem professionell spielenden ehemaligen Mitglied äußert sich darin, dass der Verein den Max Görtz Cup für Mannschaften der U11 und U12 ins Leben rief. Ab 2008 spielte Max Görtz dann erstmals in einem Verein mit professioneller Eishockeyabteilung, den Malmö Redhawks. Dort wurde er bis 2011 in allen Jugendligen bis zur J20 SuperElit eingesetzt.
Mit dem Wechsel zur Saison 2011/12 zu Färjestad BK, dem zu der Zeit amtierenden schwedischen Meister, wurde er erstmals in der Elitserien  eingesetzt. Bis zur Saison 2013/14 spielte der Stürmer ständig wechselnd in der J20 SuperElit und Elitserien. Zudem wurde er auch bei Spielen der European Trophy eingesetzt. Noch in der Saison wechselte er zum Frölunda HC.
Im Sommer 2012 meldete sich Max Görtz für den NHL Entry Draft 2012 an und wurde in der sechsten Runde als 172. Spieler von den Nashville Predators aus der National Hockey League (NHL) ausgewählt. Im Juni 2014 unterschrieb er dort einen dreijährigen Einstiegsvertrag. Die Saison 2014/15 verblieb er noch in Schweden beim Frölunda HC, bevor er die folgende Saison in Nashvilles Farmteam, den Milwaukee Admirals in der American Hockey League (AHL), eingesetzt wurde. Nach dieser Rookiesaison, in der er in 72 Spielen 47 Scorerpunkte erzielt hatte und damit der zweitbeste Scorer seiner Mannschaft gewesen war, konnte der Schwede seine Leistung in der folgenden Saison 2016/17 nicht festigen. Nach 30 Spielen mit nur einem Tor und vier Scorerpunkten absolvierte er noch ein Spiel bei den Cincinnati Cyclones in der ECHL, bevor er am 19. Januar 2017 von den Predators im Tausch gegen Andrew O’Brien an die Anaheim Ducks abgegeben wurde. Auch die Ducks setzten ihn bei ihrem Kooperationspartner San Diego Gulls in der AHL ein. Der Vertrag wurde nicht verlängert und Görtz kehrte zurück nach Schweden und spielte bis 2020 wieder bei den Malmö Redhawks.
Nach insgesamt 322 Spielen in der höchsten schwedischen Eishockeyliga verließ er Schweden wieder und unterschrieb zur Saison 2020/21 einen Einjahresvertrag bei den Grizzlys Wolfsburg aus der Deutschen Eishockey Liga (DEL)., Mit den Grizzlys wurde der Offensivspieler auf Anhieb Vizemeister. Zur folgenden Spielzeit 2021/22 wechselte er zum Ligakonkurrenten Schwenninger Wild Wings. Am Ende dieser Saison wurde ihm von der sportlichen Leitung des Vereins kein neuer Vertrag angeboten. Görtz wechselte daraufhin zu Kalevan Pallo in die finnische Liiga. Nach Veränderungen in der Vereinsführung der Schwenninger Wild Wings bemühte sich die Vereinsführung um eine neuerliche Verpflichtung von Max Görtz für die Saison 2023/24, der daraufhin von einer Ausstiegsklausel in seinem Vertrag mit KalPa Gebrauch machte und nach Schwenningen zurückkehrte. Ein erneuter Vereinswechsel führte ihn im Sommer 2024 innerhalb der DEL zu den Fischtown Pinguins Bremerhaven.

### International
Von 2008 bis 2013 spielte Max Görtz in allen schwedischen Jugend-Nationalmannschaften von der U16 bis zur U20 und absolvierte dabei insgesamt 43 Spiele. Ebenso spielte er mit 15 Jahren bereits in einer Auswahlmannschaft der Provinz Skåne bei Bezirksverbandsturnieren der U16-Jugend und wurde auch in die U16-Nationalmannschaft Schwedens einberufen. Bei der World U-17 Hockey Challenge 2010 belegte er mit der schwedischen U-17-Nationalmannschaft den dritten Platz. Bei sechs Einsätzen erzielte Görtz ein Tor.

## Erfolge und Auszeichnungen
- 2010 Bronzemedaille bei der World U-17 Hockey Challenge
- 2015 AHL-Rookie des Monats Dezember
- 2021 Deutscher Vizemeister mit den Grizzlys Wolfsburg

## Karrierestatistik
Stand: Ende der Saison 2024/25

### International
Vertrat Schweden bei:
- World U-17 Hockey Challenge 2010

(Legende zur Spielerstatistik: Sp oder GP = absolvierte Spiele; T oder G = erzielte Tore; V oder A = erzielte Assists; Pkt oder Pts = erzielte Scorerpunkte; SM oder PIM = erhaltene Strafminuten; +/− = Plus/Minus-Bilanz; PP = erzielte Überzahltore; SH = erzielte Unterzahltore; GW = erzielte Siegtore; 1 Play-downs/Relegation; Kursiv: Statistik nicht vollständig)